# Swertia hookeri
Swertia hookeri är en gentianaväxtart som beskrevs av Charles Baron Clarke. Swertia hookeri ingår i släktet Swertia och familjen gentianaväxter. Inga underarter finns listade i Catalogue of Life.